# 배드피기스
《배드피기스》(Bad Piggies)는 핀란드의 로비오 엔터테인먼트에서 앵그리 버드의 스핀오프로 만든 퍼즐 게임이다. 안드로이드, iOS, OS X, 윈도용으로 나왔고, 윈도 폰과 윈도우 8용으로 출시할 예정이다. 앵그리 버드와는 달리 돼지가 주인공이다.

## 게임 플레이
게임 목적은 출발에서 도착까지 돼지를 태울 '탈것' 을 만드는 것이다. 나무 상자, 철 상자, 바퀴, 음료수 병, 우산, 모터, 엔진, 팬, TNT와 풍선 등을 자재로 사용할 수 있다.
8개의 테마가 있다:
- Ground Hog Day
- Rise and Swine
- When Pigs Fly
- Flight in the Night
- Tusk 'til Dawn
- The Road to El Porkado
- Road Hogs
- Sandbox (샌드박스 게임)

별은 게임의 점수에 따라 얻는 것이 아니라 주어진 조건에 따라 얻을 수 있고, 별에 따라 추가 스테이지를 플레이할 수 있다. 예를 들어 다음과 같은 조건이 있다.
- 제한 시간 내 도착 (예: 10초)
- 별 상자 획득 (1개 또는 2개)
- 특정 자재 미사용(예: 모터)
- 기구 파손 없이 도착
- 왕 돼지와 함께 도착
- (Flight in the Night에서) 알과 함께 도착
- (Tusk 'til Dawn에서) 핼러윈 호박과 함께 도착
- (기본적으로) 돼지와 함께 도착

어떤 경우 한 번에 별 세 개를 얻지 못하고 두 번 이상 플레이해야 하는 경우도 있다.
추가로, 해골이 곳곳의 레벨들에 숨어있다. 45개 중에서 10개를 찾으면 Find the Skulls 레벨이 풀린다.
(아무래도 죽은 돼지들인것 같다.)

## 평가
| 평가                                                                                            |             |
| ----------------------------------------------------------------------------------------------- | ----------- |
| 통합 점수 통합사 점수 메타크리틱 iOS: 83/100 [ 2 ] 평론 점수 평론사 점수 TouchArcade iOS: [ 3 ] |             |
| 통합 점수                                                                                       |             |
| 통합사                                                                                          | 점수        |
| 메타크리틱                                                                                      | iOS: 83/100 |
| 평론 점수                                                                                       |             |
| 평론사                                                                                          | 점수        |
| TouchArcade                                                                                     | iOS:        |